# Thue-et-Mue
Thue-et-Mue es una comuna nueva francesa situada en el departamento de Calvados, de la región de Normandía.

## Historia
Fue creada el 1 de enero de 2017, en aplicación de una resolución del prefecto de Calvados de 8 de septiembre de 2016 con la unión de las comunas de Bretteville-l'Orgueilleuse, Brouay, Cheux, Le Mesnil-Patry, Putot-en-Bessin y Sainte-Croix-Grand-Tonne, pasando a estar el ayuntamiento en la antigua comuna de Bretteville-l'Orgueilleuse.

## Demografía
| Gráfica de evolución demográfica de Thue-et-Mue entre 1800 y 2014 |
|                                                                   |

Los datos entre 1800 y 2013 son el resultado de sumar los parciales de las seis comunas que forman la nueva comuna de Thue-et-Mue, cuyos datos se han cogido de 1800 a 1999, para las comunas de Bretteville-l'Orgueilleuse, Brouay, Cheux, Le Mesnil-Patry, Putot-en-Bessin y Sainte-Croix-Grand-Tonne de la página francesa EHESS/Cassini. Los demás datos se han cogido de la página del INSEE.

## Composición
| Comuna delegada            | Código INSEE | Población (2013) | Superficie (km²) | Densidad (hab./km²) |
| -------------------------- | ------------ | ---------------- | ---------------- | ------------------- |
| Bretteville-l'Orgueilleuse | 14098        | 2612             | 6.18             | 423                 |
| Brouay                     | 14109        | 472              | 3.98             | 119                 |
| Cheux                      | 14157        | 1358             | 14.38            | 94                  |
| Le Mesnil-Patry            | 14423        | 297              | 3.51             | 85                  |
| Putot-en-Bessin            | 14525        | 412              | 3.51             | 117                 |
| Sainte-Croix-Grand-Tonne   | 14568        | 298              | 5.26             | 57                  |